# Língua sandawe
Sandawe ou sandawi, conhecida por seus falantes como "Sandaweegki" (pronúncia /sàndàwěːkìʔìŋ/, literalmente "Língua sandawe") é uma língua tonal ativa falada por cerca de 40 mil pessoas do povo sandawe, na Tanzânia.
A língua é falada nas áreas habitadas pelo povo homônimo, nas periferias da região de Aruxa e principalmente no norte da região de Dodoma, numa área de aproximadamente 65 quilômetros de diâmetro conhecida como "Usandawe". Estima-se que o idioma seja falado por aproximadamente 40 mil pessoas; números entre 70 e 90 mil já foram sugeridos em pesquisas, provavelmente inflacionados devido à presença significativa de outros grupos étnicos vivendo em Usandawe, a exemplo dos gogo e dos massais. Os diferentes agrupamentos constantemente interagem entre si, apesar de primordialmente fazê-lo em suaíle; o sandawe é compreendido, embora raramente falado, por indivíduos de outras etnias.
O idioma não possui ortografia oficial. Comitês de falantes do sandawe de diferentes partes da região onde a língua é falada, juntamente com a SIL International, que vem trabalhando no idioma desde 1996, já se juntaram buscando desenvolver uma ortografia baseada no sistema de escrita latino, mas o enorme inventário consonantal do sandawe dificulta a consolidação de uma ortografia que possa ser usada sem treinamento. Com a exceção dos treinados no uso desse sistema, os sandawe não leêm ou escrevem em sua língua nativa.
O sandawe é conhecido pelo uso de cliques e é uma das três únicas línguas do leste africano a tê-los como consoantes regulares de seu inventário fonológico, juntamente com o dahalo e o hadza. Apesar de a afiliação linguística do idioma ainda não ter sido conclusivamente determinada, a língua costuma ser agrupada na família das línguas khoisan.

## Classificação

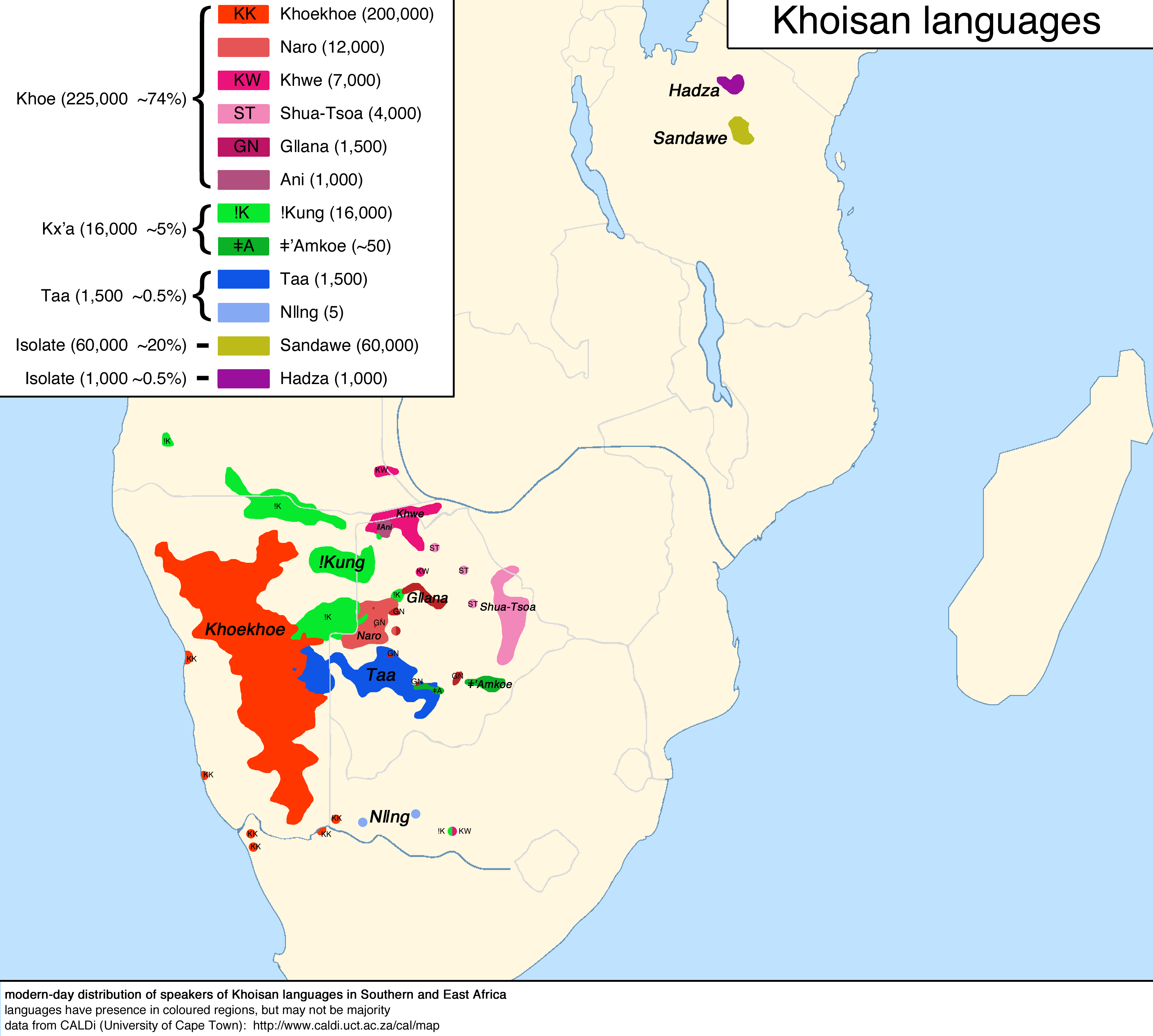
Distribuição e divisão da hipotética família Khoisan, com hadza e sandawe no canto superior direito

O sandawe é considerado parte das línguas khoisan, mas essa é uma classificação frequentemente debatida.
A própria existência da família khoisan é questionada; desde sua concepção, o agrupamento de línguas sob o termo é complicado por se sustentar muito no traço tipológico único dos cliques, que podem ser compartilhados por razões independentes, como difusão ou empréstimo. Além disso, nem todas as línguas africanas com clique são incluídas no grupo.
Existe suspeita de que sandawe e hadza sejam agrupadas juntas no ramo Leste Africano da família, mas não há evidência real disso - alguns estudiosos afirmam que o uso do termo "khoisan" para as duas não reflete um relacionamento genético entre elas e é apenas um artifício para suprir a falta de classificação das línguas não-bantu e não-cuxíticas com cliques faladas no sul e no leste da África.
Nenhuma das várias tentativas de provar o relacionamento genético de todas as línguas ditas khoisan foi convincente. Nem mesmo a teoria do relacionamento entre sandawe e hadza é inquestionável: enquanto a primeira possui marcadores de classe de substantivo que funcionam de maneira similar ao resto da suposta família, a segunda não possui nenhuma afinidade nesse sentido.

## Etimologia
Os sandawe se referem à sua língua como "sandaweegki" (/sàndàwěːkìʔìŋ/), um termo que não possui significado ou uso além de nome da língua, e é de onde surge o exônimo "sandawe". 
O endônimo é formado pela denominação do grupo étnico mais o sufixo derivacional usado para marcar nome de língua pelos sandawe, "-kìʔìŋ".

## Distribuição

### Distribuição geográfica

Usandawe (em cinza)

O topônimo de origem suaíle "Usandawe" é comumente usado por outros e pelos próprios Sandawe para designar a área onde o povo vive e a língua é primordialmente falada. A área tem cerca de 65 quilômetros de diâmetro e é atravessada por duas estradas principais que se cruzam em Kwa Mtoro, seu centro geográfico. A maior parte dos cerca de 60 mil habitantes da região se distribui em povoados ao longo dessas duas vias mais importantes; tais povoações abrigam desde poucas centenas até 4 mil pessoas. A área está dentre as regiões mais pobres da Tanzânia.

### Dialetos e línguas relacionadas
O sandawe possui dois dialetos principais, que se diferenciam de maneira leve e gradual. Estudos de Eric ten Raa (1970) indicaram que as duas variantes seriam chamadas de Dtelha (literalmente, "sandawe genuíno") e Bisa ("sandawe grosseiro"). Entretanto, outras pesquisas mais recentes demonstraram a inexistência de qualquer Sandawe que estivesse disposto a descrever as variedades como "Dtelha" ou "Bisa", levando linguistas a preferirem qualificá-los como, respectivamente, "sandawe oriental" e "sandawe ocidental". As diferenças entre as variantes são singelas e incluem, principalmente: velocidade de fala, léxico, fenômenos gramaticais e uso de linguagem considerada tabu. O sandawe oriental pode ser dividido em mais dois sub-dialetos, com diferenças menos consideráveis. Falantes de variantes diferentes não reportam qualquer problema com inteligibilidade mútua.

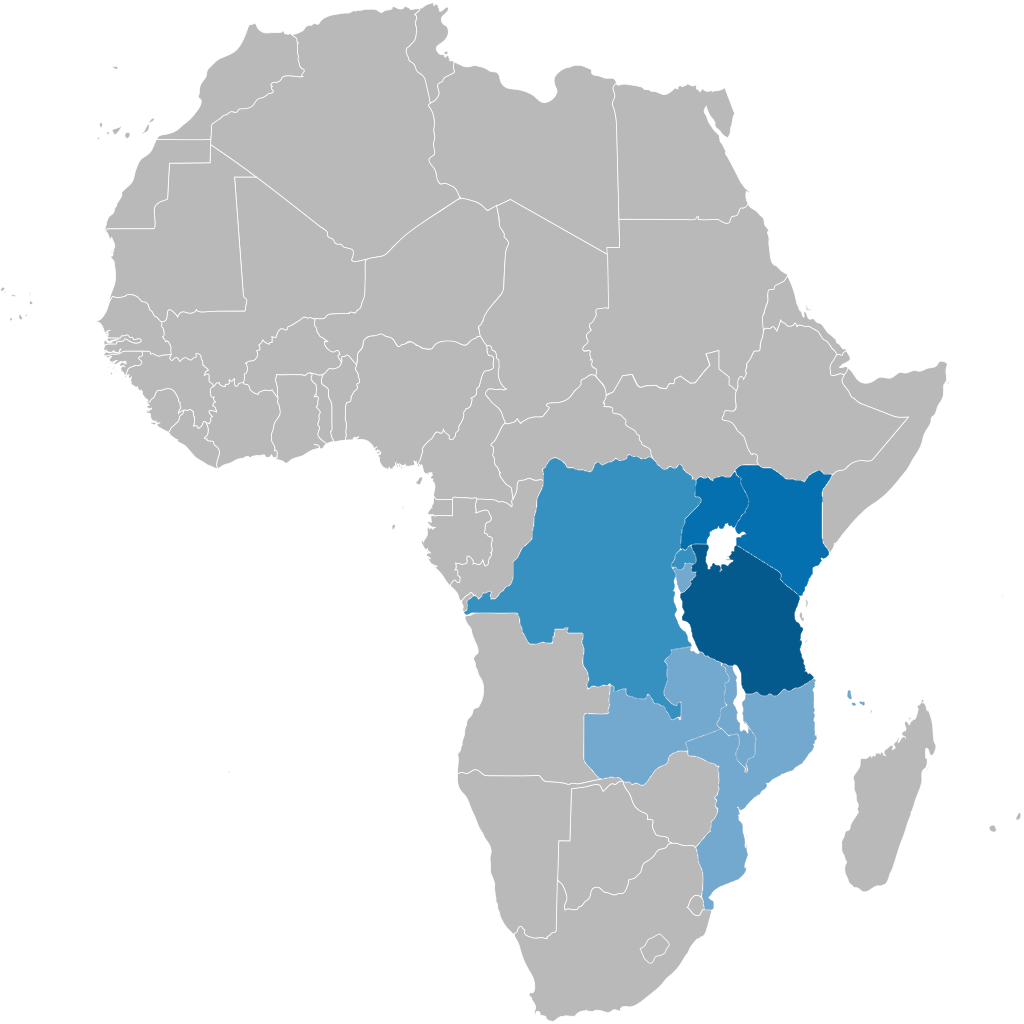
Distribuição do suaíle na África; em azul mais escuro, a região na qual a língua é oficial: a Tanzânia

Na porção centro-norte da Tanzânia, o sandawe está em contato com diferentes línguas cuja influência pode ser facilmente observada em estrangeirismos incorporados à língua: são evidentes, por exemplo, a presença de vocabulário pecuarista de línguas cuxíticas, terminologia de caça da língua gogo e termos técnicos do suaíle. Essa última é a segunda língua mais falada pelos Sandawe e é evidentemente um fator importante no contato linguístico - apesar de o sandawe ser a língua primária no cotidiano de Usandawe, o suaíle, como língua oficial da Tanzânia, é a língua franca usada em escolas e instituições administrativas. 
Muitos sandawe têm pouca estima de sua língua e cultura, e o idioma que falam tem pouco prestígio fora da área primordial que ocupam - por seu uso de cliques, ela é facilmente reconhecível fora da região, o que faz com que muitos falantes nativos, conversando entre si, prefiram o suaíle ao sandawe quando em espaços públicos fora de Usandawe. 

## História

### História da língua
No início dos anos 2000, descobertas arqueológicas no sudeste africano fundamentaram a teorização de que exista uma longa história biológica do Homo sapiens nessa região. Pesquisadores sequenciaram o genoma dos san, o grupo de caçadores-coletores que vivem na região do deserto Kalahari do qual os Sandawe fazem parte, e concluiu-se que descenderiam da mais velha linhagem da espécie; o coletivo teria se separado dos outros ramos de filogenia humana há cerca de 350 mil anos atrás.
Também existe uma ideia de que o trato vocal teria se desenvolvido gradualmente ao longo de um extenso período, e os estágios de sua evolução determinariam os tipos de sons que poderiam ser produzidos; no tempo teorizado como da separação dos san, a única parte dele que estaria fisiologicamente desenvolvida a ponto de produzir som seria a área da boca. O único som de fala que poderia ser produzido apenas na cavidade oral à época seria o "som de estalo" - os cliques. Dessa forma, alguns teóricos sustentam que o ser humano, em sua origem, falava uma língua de cliques. Essa é uma ideia complementada pela persistência da ocorrência dessas consoantes em alguns idiomas africanos - principalmente os do grupo khoisan, do qual os san e o sandawe são parte.

Representação simplificada da filogenia do Homo sapiens; em verde, os san

Atualmente, os sandawe mantêm uma identidade separada da de seus grupos vizinhos, e se consideram descendentes de ancestrais caçadores-coletores do sul africano; diz-se que a primeira vez que o povo observou similaridades entre sua língua e outra do continente africano foi ao ouvir Nelson Mandela (um Xhosa, falante de língua que também usa sons de clique) falar na rádio.
A língua e o povo sandawe tem uma história construída intensamente por meio do contato histórico com povos de fora: Usandawe já foi central numa longa rota de comércio, então muitos mascates árabes passaram pela área ao longo do século XIX; além disso, missionários franceses chegaram à região em 1908. Devido a tais interações, fusões sociais e linguísticas ocorreram entre os sandawe e quem os avizinhava.
Os primeiros estrangeiros a entrar em Usandawe foram os pecuaristas alagwa, cuxíticos; cerca de 10 gerações atrás, esses se casaram e estabeleceram entre os sandawe, levando a mudanças na língua local, principalmente pela inclusão de vocabulário de pecuária. Posteriormente, os nyaturu, falantes de língua bantu, influenciaram o povo ao ensinar seus membros a agricultar e consequentemente promover mudanças vocabulares, agora relacionadas à incorporação lexical de termos de agricultura. Atualmente, o sandawe é fortemente influenciado pelo suaíle, língua oficial da Tanzânia, e termos técnicos relacionado a inovações tecnológicas incorporados à linguagem advêm do suaíle.

### História da documentação
O primeiro estudo sobre os sandawe e sua língua foi efetuado entre 1891 e 1893 por O. Baumann, líder de uma missão alemã anti-escravista que atuou em Usandawe.
A classificação do sandawe é abordada em diversos trabalhos, incluindo Greenberg, Ehret e Sands.
Trabalhos antigos em fonética da língua podem ser encontrados em Dempwolff e Copland. Estudos mais recentes incluem a comparação fonética realizada entre as três línguas do leste africano com clique: sandawe, dahalo e hadza, por Tucker e Bryan. Wright et al. investigou os cliques do idioma.
A fonologia tonal do sandawe foi estudada por Elderkin. Um estudo abrangente da fonologia foi produzido por Hunziker et al, e um mais recente rascunho da fonética da língua é Eaton.
A gramática sandawe inclui os antigos estudos de Dempwolff e van de Kimmenade (1936). Kagaya trabalhou ordem de sentenças e marcação de sujeito. Eaton discutiu a relação entre marcação de objeto e aspecto; um rascunho da gramática foi produzido por Elderkin, que usou uma abordagem diacrônica sobre seus dados.
Ao longo das décadas de 1970 e 1980, o antropólogo Eric ten Raa realizou importantes estudos na cultura e na linguagem do povo sandawe.

## Fonologia

### Consoantes
|             |             | Bilabial | Labiodental | Alveolar | Pós-Aoveolar | Palatal | Alveolar Lateral | Velar | Labio-Velar | Glotal |
| ----------- | ----------- | -------- | ----------- | -------- | ------------ | ------- | ---------------- | ----- | ----------- | ------ |
| Plosiva     | simples     | p b      |             | t d      |              |         |                  | k ɡ   |             | ʔ      |
| Plosiva     | ejetiva     |          |             |          |              |         |                  | kʼ    |             |        |
| Plosiva     | aspirada    | pʰ       |             | tʰ       |              |         |                  | kʰ    |             |        |
| Africada    | simples     |          |             |          | ʧ ʤ          |         | tɬ dɮ            |       |             |        |
| Africada    | ejetiva     |          |             | tsʼ      |              |         | tɬʼ              |       |             |        |
| Africada    | aspirada    |          |             |          | tʃʰ          |         |                  |       |             |        |
| Nasal       | Nasal       | m        |             | n        |              |         |                  |       |             |        |
| Tepe        | Tepe        |          |             | ɾ        |              |         |                  |       |             |        |
| Fricativa   | Fricativa   |          | f           | s        |              |         | ɬ                | x     |             | h      |
| Aproximante | Aproximante |          |             |          |              | j       | l                |       | w           |        |

As plosivas bilabiais, pós-aoveolares e velares são todas articuladas de três diferentes maneiras: desvozeada (p, t, k), vozeada (b, d, g) e aspirada (pʰ, tʰ, kʰ). O vozeamento e a aspiração não são previsíveis na língua, sendo fonêmicos. A plosiva glotal se diferencia notavelmente das outras plosivas da língua por ser a única a ocorrer em posição de coda, ou seja, como último fonema da sílaba.
Existe uma diferença dialetal na realização das africadas pós-aoveolares. No sandawe oriental, /ʧ/ e /ʤ/ por vezes sofrem frontição, virando /ts/ e /dz/. Menos frequentemente, /tʃʰ/ também vira /ts/ e /ʤ/ pode sofrer lenição e tornar-se /z/ no dialeto do leste.
A africada velar ejetiva /kɬʼ/ ocorre apenas antes de /u/ e /w/ e está complementarmente distribuída com o [tɬʼ], sendo ambos considerados alofones do mesmo fonema.
A nasal velar /ŋ/ é encontrada apenas no meio das palavras antes de plosivas velares, sendo considerada uma variação alofonética de /m/ e /n/.
Dentre as fricativas, apenas /s/ e /x/ ocorrem em posição de coda, existindo indícios de que tais consoantes já tenham sido seguidas por uma vogal elisada; acredita-se que o mesmo tenha acontecido com o /ɾ/, que também aparece excepcionalmente em fins de sílaba.
|             | Dental | Pós-Aoveolar | Lateral |
| ----------- | ------ | ------------ | ------- |
| Simples     | ǀ      | ǃ            | ǁ       |
| Aspirado    | ǀʰ     | ǃʰ           | ǁʰ      |
| Vozeado     | ǀ̬      | ǃ̬            | ǁ̬       |
| Glotalizado | ǀʼ     | ǃʼ           | ǁʼ      |
| Nasalizado  | ǀ̃      | ǃ̃            | ǁ̃       |

Assim como nas plosivas, a aspiração dos cliques é fonêmica, a exemplo do par mínimo |ímé (ser fundo) e |ʰímé (cantar). Cliques vozeados são raros no léxico da língua, e alguns falantes os pronunciam como desvozeados aspirados.
Entre essas consoantes, as glotalizadas são reconhecidos pelo curto silêncio imediatamente após sua execução. Em comparação com outras línguas khoisan do sul africano, no sandawe os cliques ocorrem muito mais livremente em posições que não o início de palavras.

### Vogais
|         |             | Anterior | Central | Posterior |
| ------- | ----------- | -------- | ------- | --------- |
| Fechada | Oral curta  | i        |         | u         |
| Fechada | Oral longa  | iː       |         | uː        |
| Fechada | Nasal longa | ĩː       |         | ũː        |
| Média   | Oral curta  | e        |         | o         |
| Média   | Oral longa  | eː       |         | oː        |
| Média   | Nasal longa | ẽː       |         | õː        |
| Aberta  | Oral curta  |          | a       |           |
| Aberta  | Oral longa  |          | aː      |           |
| Aberta  | Nasal longa |          | ãː      |           |

Arranjo esquemático das vogais no sandawe

Todos os cinco tipos de vogais ocorrem em três versões: oral curta, oral longa e nasal longa. Adicionalmente, existem as desvozeadas /i̥/ e /u̥/, que são alofones de /i/ e /u/, respectivamente; falantes do sandawe ocidental tem maior tendência a pronunciá-las que os da outra variação dialetal - a exemplo de /kònkôri̥/ (galo), uma pronúncia do oeste correspondente à oriental /kònkórî/.
Tipicamente, as vogais nasais são longas, mas podem ser encurtadas como resultado de processos como reduplicação ou assimilação de nasalidade. Complementarmente, falantes do dialeto ocidental particularmente tendem a pronunciar vogais nasais longas, quando em palavras monossilábicas de tom alto descendente - como /ǃʰẽ̂ː/ (língua), como vogais curtas.
Vogais não iniciam palavras no sandawe, e existe uma tendência de que as orais que precedem nasais dentro da palavra assimilem características das sucessoras.

### Tons
| Tom                       | Diacrítico | Em termo monomorfêmico        | Em termo multimorfêmico                                                | Distribuição                                                     |
| ------------------------- | ---------- | ----------------------------- | ---------------------------------------------------------------------- | ---------------------------------------------------------------- |
| Alto e curto              | á          | gélé (baobá)                  | gélé-kí (baobá-aditivo)                                                | sem restrição                                                    |
| Alto e longo              | á          | ǃʼʷáː (pombo)                 | gélé-áː (baobá-sujeito em foco)                                        | sem restrição                                                    |
| Médio e curto             | ā          | kérémbū (grosso)              | tʰéré-kī (pote-aditivo)                                                | Segue tom alto                                                   |
| Médio e longo             | ā          | mámāː (saúde)                 | tʰéré-āː (pote-sujeito em foco)                                        | Segue tom alto                                                   |
| Baixo e curto             | à          | hùmbȕ (vaca)                  | mìndà-tà-sȁ (campo-em-pronome de terceira pessoa feminina singular)    | Nunca em fim de palavra                                          |
| Baixo e longo             | à          | mèːmbȅ (bachelor)             |                                                                        | Nunca em fim de palavra                                          |
| Alto descendente e curto  | â          | tʰérê (pote)                  | gélé-sâ (baobá-pronome de terceira pessoa feminina singular)           | Em fim de palavra ou antes de sílaba contendo vogal desvozeada   |
| Alto descendente e longo  | â          | kʼʷẽ̂ː (pescoço)               | ǁêː /ǁê-é/ (jogar-terceira pessoa masculina singular objeto)           | Se monomorfêmico, apenas em vogais nasalizadas no fim da palavra |
| Médio descendente e curto | ā̀          |                               | tsʼá-kī-sā̀ (água-aditivo-pronome de terceira pessoa feminina singular) | Segue tom médio, sempre em fim de palavra                        |
| Baixo descendente e curto | ȁ          | mindȁ (campo)                 | kʰʷà-sȁ (retornar-pronome de terceira pessoa feminina singular)        | Em fim de palavra ou antes de sílaba contendo vogal desvozeada   |
| Baixo descendente e longo | ȁ          | dō̏ː (árvore de noz-de-cola)   | mìndȁː /mìndà-à/ (campo-pronome de terceira pessoa masculina singular) | Em fim de palavra; se monomorfêmico, apenas em vogal nasal       |
| Ascendente e longo        | ǎ          | sǐːndíː (filhote de cachorro) | hùmbù-ǎː (vaca-sujeito em foco)                                        | Não existe em vogais curtas                                      |

Os dois tipos de tons baixos encontrados em vogais curtas se distribuem complementarmente: o plano é encontrado no meio de palavras e o descendente em fim de termos ou em sílabas que precedem vogais desvozeadas. Similarmente, o tom alto descendente e longo está restrito a vogais nasais em fim de palavras, enquanto o tom alto descendente e curto se aplica apenas a vogais orais em fim de termos ou antes de sílabas contendo vogais desvozeadas ou elisadas.
Dois fenômenos fonéticos são notáveis nos tons do sandawe: rebaixamento e espalhamento no sentido esquerda-direita. O rebaixamento ocorre em palavras que contenham a sequência de tons baseais Alto-Baixo-Alto, onde o segundo tom alto será executado como médio; qualquer tom alto sucedendo um alto rebaixado também será executado como médio. O alcance do espalhamento se restringe a uma mora (unidade de som) à direita, exceto em palavras multimorfêmicas terminadas em vogais longas e em sílabas de meio de palavra que precedem vogais desvozeadas.
Tons ascendentes são encontrados apenas em vogais longas; tais tons se originam na sufixação do morfema de tom alto /-áː/ a raízes de tom baixo, num caso de espalhamento. Entretanto, se houver a adição de um morfema de vogal curta, o espalhamento não ocorre, já que o sandawe não permite tons ascendentes curtos; por esse mesmo motivo, o espalhamento de tom baixo é mais restrito que o de tom alto.
Não é possível atribuir tom a vogais desvozeadas da mesma maneira que às vozeadas; entretanto, por vezes tais fonemas podem interferir no espalhamento por possuírem um tom baixo "flutuante". Por exemplo, a raiz /hěːɬi̥/ (latir), quando sufixada pelo pronome de terceira pessoa feminina singular /-sà/, pode ser pronunciada como /hěːɬi-sȁ/ - nesse caso, o tom baixo flutuante da vogal desvozeada influencia no padrão tonal do sufixo. Essas vogais adquirem vozeamento - e, consequentemente, tom - quando são sufixadas com morfemas constituídos de nasalização e tom:
- /tɬʼíkʼi̥/ (manhã) + /-ː̃̀/ (especificidade) = /tɬʼíkʼĩ̂ː/ (a manhã específica)[62]

Similarmente, uma vogal foneticamente condicionada surge depois de uma pausa glotal em fim de palavra para carregar a nasalização e o tom do sufixo:
- /tónóʔ/ (machado pequeno) + /-ː̃̀/ (especificidade) = /tónóʔõ̂ː/ (o machado pequeno específico)[62]

O padrão predominante da distribuição de tons nos termos costuma envolver que o tom alto seja arrastado por quantas sílabas possível, de modo que o(s) tom(ns) baixo(s) sejam associados a início e fim de palavras.
O sandawe possui duas formas de genitivo, e uma delas se caracteriza por uma relação entre possuidor e possuído marcada unicamente pelo tom - nesses casos, o possuído é executado em um padrão que contém apenas tons baixos. Esse processo de abaixamento não afeta o possuído se ele já possuir apenas tons baixos; em casos em que o possuidor é um pronome de terceira pessoa masculina singular, ocorre ambiguidade com a construção copulativa, que não envolve transformação tonal:
- hèwé (ele) + hùmbȕ (vaca) = hèwé hùmbȕ ("a vaca dele" ou "ele é uma vaca")

Em construções copulativas com pessoas que não a terceira masculina singular, o segundo substantivo é sufixado com um morfema marcador de pessoa, gênero e número, o que desfaz a ambiguidade.
Existe diferença entre o rebaixamento encontrado como fenômeno geral nos tons e o abaixamento do genitivo: o primeiro aplicado a um tom alto resulta em um tom médio, enquanto a aplicação do segundo gera um tom baixo.
Foco narrativo e entonação podem ser marcados por tom: quando o verbo ou sua polaridade estiver em foco, ele tende a não ocorrer em tom rebaixado; além disso, quando sentenças estruturalmente declarativas são executadas em tons mais altos, são entendidas como interrogativas.

### Transformações fonológicas
- Existe um recorrente fenômeno de nasalização acidental em sandawe, que ocorre em vogais seguidas de cliques glotalizados, na mesma palavra ou em termos diferentes. A glotalização de cliques é precedida tanto pela constrição da glote quanto pelo abaixamento do véu palatino; o último faz com que a vogal antecessora se torne nasalizada.[68]

- Quando há designação de tom para empréstimos do suaíle, existe uma tendência de que a tônica penúltima sílaba do estrangeirismo seja traduzida como uma sílaba de tom alto, e os tons adjacentes sejam baixos: a exemplo, kijiji (vila) vira /kìdʒídʒî/. Além disso, a vogal final em alguns empréstimos é desvozeada: /gâri̥/ procede de gari (carro).[68]

- É recorrente um fenômeno de labio-velarização, que atinge todas as plosivas e fricativas com exceção das labiais, das glotais e de /n, d, dɮ/.  Existem versões labiovelares de todos os cliques exceto os vozeados. As vogais posteriores /u/ e /o/ não são encontradas depois de tais consoantes.[69]

- Se um morfema iniciado em vogal é sufixado a uma raiz terminada em vogal, pode ocorrer assimilação ou epêntese das consoantes [j] e [g] na fronteira do morfema:[70]

1. Se a vogal final de uma raiz polissílaba é oral e curta, pode ser assimilada à qualidade da vogal sufixal e o resultado é uma vogal longa: tàpàɾîː dɮòmò (você compra uma vasilha) [i + i = iː].[71]
2. A aproximante [j] pode opcionalmente ocorrer entre raiz e sufixo quando um sufixo iniciado em vogal não alta é aglutinado a uma raiz terminada em /a/ ou /aː/: àláláːjê (vocês matam um escorpião) [aː + e = aːje]. Essa é uma transformação particularmente frequente no sandawe oriental.[70]
3. Vogais em fim de raiz que são ou lexicalmente ou sufixalmente nasalizadas requerem a inserção de um [g] epentético antes da sufixação de um morfema iniciado em vogal: tlʼũ̂ːgȅ gʷeʔsè (vocês machucam a mão) [ũː + e = ũːge][72]
4. As vogais /u/ e /u̥/ em sufixos podem ser substituídas pelo segmento [w] antes de /i/, /e/ ou /a/.[73]

- Alguns fenômenos não-fonêmicos envolvendo vogais desvozeadas acontecem no sandawe: por vezes, uma vogal desvozeada epentética é adicionada após a pausa glotal, como em /kwàʔḁná/ (cinco); em outros casos, o /i̥/ sucede consoantes alveolares e o /u̥/ sucede consoantes bilabiais e velares - os exemplos /hǐːɬi̥/ (latir) e /xúːɬů/ (nicho) evidenciam uma relação entre a vogal anterior e a vogal adicionada, nesse caso, harmonia vocálica de posterioridade.[74]

### Fonotática
Primordialmente, as sílabas do sandawe terão uma dentre três formas: Consoante-Vogal (CV), Vogal (V) e Consoante-Vogal-Consoante (CVC).
A vogal da sílaba CV pode ser de qualquer tipo em palavras polissilábicas; entretanto, em monossílabos é impossível que essa vogal seja desvozeada. Sílabas do tipo CCV só são possíveis se a segunda consoante for o [w], e sequências consoante-[w] são fonemas labio-velarizados transcritos como Cʷ. Assim, CʷV é analisada como um subtipo da sílaba CV.
As do tipo V podem ser curtas ou longas; tais sequências ocorrem apenas seguindo uma CV, ou seja, não existem palavras iniciadas em vogal.
O tipo CVC costuma protagonizar a sequência de uma consoante nasal seguida por uma consoante oral homorgânica. Não é determinado se o sandawe distingue entre vogais nasais seguidas de consoantes e orais seguidas de [n] ou [ŋ] mais consoante oral; no geral, considera-se que nasais apareçam apenas no fim de raízes verbais. Existem algumas ocorrências de encontros consonantais heterorgânicos, interpretados como resultado de elisão vocálica. Sílabas do tipo CVʔ podem ocorrer em monossílabos e em ambas as posições de dissílabos.
São notadas diferenças dialetais na pronúncia de palavras que aparentemente terminam em consoantes: por exemplo, no sandawe ocidental, existe a forma /nâm/ (árvore); no dialeto oriental, essa palavra é encontrada apenas como /nâmu̥/, com a vogal desvozeada, ou /námû/, com o fonema final vozeado.
| Estrutura | Exemplo                |
| --------- | ---------------------- |
| CV        | kû (corda)             |
| CV.CV     | dóɾó (zebra)           |
| CʷV       | ǁʷâ (nome)             |
| CʷV.CV    | !ʰʷénâ (roncar)        |
| CVC       | dʒǐː́ʔ (pássaro - tipo) |
| CV.V      | ́ʔíóː (mãe)             |
| CVC.CV    | sómbá (peixe)          |

## Ortografia
O sandawe não possui sistema de escrita ou ortografia oficial. Entre 2002 e 2004, um comitê representando diferentes grupos regionalmente distintos de falantes da língua se encontrou em Kwa Mtoro, Usandawe, para discutir as diferentes opções para uma ortografia.
Quando possível, as correspondências fonema-grafema do suaíle foram retidas nesse alfabeto; algumas exceções notáveis são /ʤ/ e /ʧʰ/. Para /ʤ/, foi escolhido dz ao invés de j como no suaíle, reflexo de uma diferença dialetal; no sandawe ocidental, a pronúncia [ʤ] é padrão, enquanto no dialeto oriental o fonema normalmente é executado como [dz] ou [z]: o uso de dz como grafema correspondente representa um meio-termo entre as várias pronúncias possíveis. Para o fonema /ʧʰ/, a representação tch foi escolhida para que ch, o grafema correspondente no suaíle, fosse usada para o clique dental aspirado; a representação dos cliques segue ao máximo a das outras línguas Khoisan.
Tom não é marcado na ortografia, exceto indiretamente na construção do genitivo tonal: nesses casos, um hífen é inserido entre possuidor e possuído para marcar a relação de posse, que normalmente é executada como uma mudança no padrão dos tons do possuído. Por exemplo, tci-humbu (literalmente, eu-vaca) é a representação ortográfica de "minha vaca".
Muitos dos fonemas do sandawe não possuem correspondências no português ou em línguas próximas.
| Fonema | Grafema | Aproximação                                                                               |
| ------ | ------- | ----------------------------------------------------------------------------------------- |
| b      | b       | /b/ como em 'tabaco"                                                                      |
| p      | bp      | /p/ como em "capa"                                                                        |
| pʰ     | p       | /pʰ/ próximo ao inglês "potato"                                                           |
| d      | d       | /d/ em "fado"                                                                             |
| t      | dt      | /t/ em "fato"                                                                             |
| tʰ     | t       | /tʰ/ próximo ao inglês "potato"                                                           |
| ʤ      | dz      | /ʤ/ em "advogado" em algumas variantes do português ou /dz/ próximo ao inglês "dishonest" |
| ʧ      | tc      | /ʧ/ em "atchim"                                                                           |
| ʧʰ     | tch     |                                                                                           |
| dɮ     | dl      |                                                                                           |
| tɬ     | tl      |                                                                                           |
| ɡ      | g       | /ɡ/ em "morango"                                                                          |
| k      | gk      | /k/ em "acaso"                                                                            |
| kʰ     | k       | /kʰ/ próximo ao inglês "cushion"                                                          |
| ʔ      | '       | /ʔ/ próximo à pausa representada pelo hífen na expressão de negação "ã-ã"                 |
| tsʼ    | ts'     |                                                                                           |
| tɬʼ    | tl'     |                                                                                           |
| kʼ     | k'      |                                                                                           |
| f      | f       | /f/ em "gafe"                                                                             |
| s      | s       | /s/ em "massa"                                                                            |
| ɬ      | lh      |                                                                                           |
| x      | kh      | /x/ como em "carro" em algumas variantes do português ("R fraco")                         |
| h      | h       | /h/ como em "carro" em algumas variantes do português ("R forte")                         |
| m      | m       | /m/ em "amasso"                                                                           |
| n      | n       | /n/ em "boneca"                                                                           |
| w, ʷ   | w       | /w/ em "pueril" ou /Cʷ/ próximo ao /kʷ/ em "quanto"                                       |
| ɾ      | r       | /ɾ/ como em "fera"                                                                        |
| j      | y       | /j/ como em "iôiô"                                                                        |
| l      | l       | /l/ como em "elo"                                                                         |

Os cliques do sandawe seguem uma ortografia baseada na representação de tais fonemas pela maioria das línguas Khoisan, com a adição de "g", " ' ", "h" ou "n" para marcar vozeamento, glotalização, aspiração ou nasalização, respectivamente. A escolha pela precedência da marca de nasalidade "n", em contraste com o posicionamento posterior de " ' " e "h", foi feita buscando refletir a maneira como a nasalização de um clique tanto precede como acompanha a execução do fonema. Os cliques não possuem correspondentes no português ou em línguas próximas.
| Fonema | Grafema |
| ------ | ------- |
| ǀ̬      | gc      |
| ǀ      | c       |
| ǀʰ     | ch      |
| ǀʼ     | c'      |
| ǀ̃      | nc      |
| ǃ̬      | gq      |
| ǃ      | q       |
| ǃʰ     | qh      |
| ǃʼ     | q'      |
| ǃ̃      | nq      |
| ǁ̬      | gx      |
| ǁ      | x       |
| ǁʰ     | xh      |
| ǁʼ     | x'      |
| ǁ̃      | nx      |

Todas as vogais do sandawe possuem versões longas e nasalizadas; as vogais longas não são encontradas no português, mas aproximações anglófonas são possíveis:
| Fonema | Grafema | Aproximação                    |
| ------ | ------- | ------------------------------ |
| i      | i       | /i/ em "funil"                 |
| e      | e       | /e/ em "mesa"                  |
| o      | o       | /o/ em "comando"               |
| a      | a       | /a/ em "maço"                  |
| iː     | ii      | /iː/ próximo ao inglês "sheep" |
| uː     | uu      | /uː/ próximo ao inglês "food"  |
| eː     | ee      | /eː/ próximo ao inglês "sway"  |
| oː     | oo      | /oː/ próximo ao inglês "boom"  |
| aː     | aa      | /aː/ próximo ao inglês "flag"  |
| ĩ      | ĩ       | /ĩ/ em "quinto"                |
| ũ      | ũ       | /ũ/ em "mundo"                 |
| ẽ      | ẽ       | /ẽ/ em "vento"                 |
| õ      | õ       | /õ/ em "conto"                 |
| ã      | ã       | /ã/ em "canto"                 |

## Gramática

### Pronomes
Uma distinção importante a ser feita sobre os pronomes do sandawe é entre pronomes "livres" e pronomes "presos". O primeiro grupo é representado principalmente por pronomes pessoais, demonstrativos e alguns outros dêiticos; o segundo tipo são sufixos de objeto e uma série de marcadores de sujeito.

#### Pronomes pessoais
| Pessoa | Gênero    | Singular                          | Plural              | Coletivo                   |
| ------ | --------- | --------------------------------- | ------------------- | -------------------------- |
| 1ª     |           | tsí (eu)                          | sṹː (nós)           |                            |
| 2ª     |           | hàpú (você)                       | sĩ́ː (vocês)         |                            |
| 3ª     | Masculino | hèwé (ele; isso-masculino)        | hèsó ou hòsó (eles) | hèwé-xé (eles, o grupo de) |
| 3ª     | Feminino  | hèsú ou hùsú (ela, isso-feminino) | hèsó ou hòsó (eles) | hèwé-xé (eles, o grupo de) |

Nos pronomes pessoais de terceira pessoa do singular é feita uma distinção entre dois gêneros gramaticais. Hèwé se refere aos substantivos masculinos e hèsú aos femininos.
Existem pronomes para singular e plural: os plurais são sṹː (nós), sĩ́ː (vocês) e hèsó (eles); o último é usado apenas para referentes animados. A forma adicional hèwé-xé, formada pelo pronome de terceira pessoa masculina singular + o marcador de coletivo (-xé) é usado para referir entidades coletivas e não-humanos não-singulares. Entretanto, é comum que em contextos específicos (como: a contação de histórias estreladas por animais; referentes que sejam um humano + um não humano; ou entidades como "espíritos") hèsó e hèwé-xé sejam usados intercambiavelmente.
Dois pronomes pessoais, um plural e um singular, podem se combinar para formar um "pronome sujeito inclusivo". À forma singular é aglutinado o marcador de coletivo -x`, e o pronome plural, que segue, denota o sujeito que "inclui" o primeiro referente:
- Hèsú-x-sṹː-áá ŋǀàtí = nós, incluindo ela, viemos.[87]

Pronomes pessoais de terceira pessoa do singular por vezes são usados como modificadores de sujeito; nesses casos, o referente é conhecido pois já foi mencionado antes no discurso. O modificador pode ser traduzido como "o próprio, o mesmo":
- !'wàá hèwé-nà kôs thâ = outra vez, ele pulou na mesma piscina.[88]

#### Pronomes demonstrativos
A estrutura geral dos demonstrativos pode ser resumida em:
- Proximal: h-ě-`-pessoa/gênero/número;
- Referencial: h-è-`-pessoa/gênero/número;
- Distal: h-ǎ-`-pessoa/gênero/número.[89]

|                                        | Masculino          | Feminino       | Plural, animado        | Plural, inanimado |
| -------------------------------------- | ------------------ | -------------- | ---------------------- | ----------------- |
| Proximal (próximo a falante e ouvinte) | hěːù, hěː̂          | hěsù̥           | hěːsò, hěːxʷéː         | hěːxʷéː           |
| Referencial (próximo ao ouvinte)       | hèwé               | hèsú, hùsú     | hèsó, hèwéxéː, hèwéxè  | hèwéxéː, hèwéxè   |
| Distal (distante de falante e ouvinte) | hǎːù hǎː̂ , (hĩ̌ːɡò) | hǎːsù̥, (hĩ̌ːsù̥) | hǎːsò, hǎːxʷéː, (hĩ̌sò) | hǎːxʷéː, (hĩ̌xʷè)  |

Os demonstrativos distais entre parênteses não são tão comuns quanto os outros do mesmo tipo e são usados primordialmente por falantes do sandawe oriental; as formas marcadas depois de vírgulas são realizações alternativas de cada pronome.
As formas plurais do demonstrativos são usadas apenas para referentes humanos; a não-singularidade de outros nomes deve ser marcada pelo demonstrativo coletivo ou em outras partes da estrutura verbal.
Todos os demonstrativos seguem um padrão tonal Baixo-Alto-Baixo. O /h/ inicial é seguido por uma vogal longa com tom ascendente que codifica o parâmetro perto-longe. O elemento final da estrutra é um morfema aglutinado de tom baixo que informa pessoa, gênero e número do referido.
Normalmente, o demonstrativo sucede o nome. Quando a ordem é invertida, o referente é acompanhado por um marcador de definidade; nesse caso (chamado contrastivo) foco gramatical é expresso:
- Mátó hěːù = essa cuia.
- Hěːù mátó-ŋ =  essa (foco) cuia.[91]

Se o referente é conhecido pelo ouvinte, pronomes demonstrativos podem ser usados em qualquer posição da sentença; nesse caso, o demonstrado já foi mencionado ou está sendo apontado diretamente.

#### Pronomes possessivos
O sandawe não possui pronomes especificamente possessivos; entretanto, em construções genitivas, o possuidor pode ser um pronome livre ou um substantivo. A principal formação de genitivo é marcada pela ordem possuidor-possuído e por um rebaixamento tonal (só audível e marcado se nenhum tom baixo preceder ou seguir a construção):
- Hèsú !ˈòròrồ-n-sù̥ = sapo dela.[93]

Alternativamente, a construção genitiva em casos de possuidor pronome livre pode ser efetivada pelo uso do morfema /-ì/ junto ao pronome; nesse caso, a ordem dos termos é invertida e não há rebaixamento tonal entre os elementos:
- Màlámbó hèsó-ì = tina deles.[94]

Se o referente não for terceira pessoa masculina, um morfema marcador de pessoa/gênero/número que concorda com o possuído deve seguir o morfema pronominal; quando o possessor for "eu" e o referido, singular, o conectivo /-ː̃́/ ocorre antes do /-ì/:
- Hùmbȕ tsĩ́ːgî (hùmbù-ː̃̀ tsí-ː̃̀-ì) = a vaca é minha.[95]

O genitivo pronominal também é usado para formar números ordinais:
- Sʷámkíxîẽː (sʷámkíxì̥-ì-é-ː̃̀) = terceiro.[97]

#### Pronomes interrogativos
Existem dois tipos principais de perguntas no sandawe: as de pronomes interrogativos e as de "sim ou não". O uso de pronomes geralmente vem com o marcador geral de interogação /-ná/, e perguntas de "sim ou não" vem com o marcador /-nè/. Esses marcadores podem vir junto ao elemento questionado, junto ao pronome ou ao fim da oração.
"Hô" é uma palavra sandawe que pode ser traduzida como "quem?". Dependendo de seu acompanhamento ou posição na oração, o termo pode assumir sentidos variados:
- Hókāː ǀ̃àtì (quem+plural-vir) = quem veio? (plural)[99]
- Hô tsˈàːkʷȉ tʰìmè (quem-casa+genitivo+pronome 2ª singular-cozinhar) = na casa  de quem você cozinhou?[100]
- Hùmbũ̏ː hôi (vaca+específico-quem +genitivo) =  de quem é a vaca?[100]

Tanto "hótsò" quanto "hóbè" sufnificam "o quê?" em sandawe. A primeira é difundida e usada por todos os falantes, e a segunda é mais recorrente no sandawe oriental. Nenhuma das duas varia em número; ambas podem ser seguidas por preposições e funcionar como modificador em frases nominais genitivas:
- Hóbê jaʔàbȍi jàʔbèwȁ ([o quê+trabalho]pronome 2ª singular-fazer trabalho) = você faz trabalho de quê?[101]

Os pronomes para "o quê" podem modificar um substantivo; nesses casos, a pergunta vai ser a respeito de qual o tipo do objeto em questão:
- Hótsò náŋʔḁ̀ thímé-x-pó (o quê-acompanhamento+pronome 3ª singular-cozinhar+benefativo+pronome 2ª singular) =  que tipo de acompanhamento eles cozinharam para você?[102]

Existem três formas principais de perguntar "por quê?" em sandawe: hótsómě, hôsì̥ e hẽ̂ː. O primeiro é uma maneira neutra de perguntar uma razão, enquanto os outros dois tem conotação negativa. Hótsómě é a junção de "hótsò" e "-mě" (causa, motivo). "Hóbèmě" pode ser usado como alternativa; entretanto, essa construção é rara. "Hẽ̂ː" deve ser seguido por um pronome pessoal que concorde com o objeto da oração, só podendo ser usado em sentenças transitivas.
Perguntas locativas no sandawe são derivadas da forma /há-/ e a preposição adequada sufixada. Se não há movimento, se usa o morfema /-kù̥/, "em". Na expressão de "de onde veio", /-há/ é seguido por /-tʃè/, "de"; movimento para um lugar é expresso por /há-ʔ ̥̀tè-nà/ (onde-direção-para) ou /há-nà/ (onde-para). Uma sentença interrogativa pode ser formada usando hàmběː (/há-/ adjetivado) numa construção copulativa:
- Hàpú hàmběːpó (você-onde+pronome 2ª singular) =  onde você está?[104]

Háʔḁ́sù é usado para questionar tempo. Como horas do dia são expressas referenciando a posição do sol (ǁˈàkásù̥, feminino), o pronome pode ser desmembrado como constituído pelo "há-" (onde?), uma preposição locativa, e o marcador feminino de terceira pessoa do singular -sú.
Híkí pode ser traduzido para "como, de que maneira".
O pronome demonstrativo interrogativo lembra o demonstrativo referencial em forma; ele tem quatro variações, que dependem do gênero e do número do elemento questionado. O pronome é constituído pelo interrogativo hà, um marcador de gênero ou número e o marcador de definidade:
- Hàwêŋ (qual? - masculino);
- Hàsûnsù̥ (qual? - feminino);
- Hàsônsò̥ (quais? - plural humano);
- Hàxêŋ (quais? - coletivo ou plural não-humano).[105]

Hàné significa "qual número" ou "quanto".

### Substantivos

#### Gênero
Sandawe distingue entre os gêneros gramaticais masculino e feminino para o singular, apesar de os substantivos não costumarem ser marcados diretamente em gênero ou número; essas características de um nome particular são comumente indicadas em outras palavras dentro da oração. Quando há a marcação direta, ela é feita por meio de morfemas que marcam pessoa, gênero e número e podem ser de tom alto ou tom baixo:
|                       | Tom baixo | Tom alto   |
| --------------------- | --------- | ---------- |
| 1ª singular           | sì̥        | sé         |
| 2ª singular           | pò        | pó         |
| 3ª masculina singular | è/ù/mù̥    | é/éː       |
| 3ª feminina singular  | sù̥        | sú/éːsú    |
| 1ª plural             | sũ̀ː/sà    | sṹː        |
| 2ª plural             | sĩ̀ː       | sĩ́ː        |
| 3ª animada plural     | sò        | só         |
| 3ª inanimada plural   | ʔ ̥̀wà      | ʔwáː/ʔ ̥̀wáː |

A definição do gênero gramatical difere para humanos e não-humanos animados e inanimados. Humanos tem um sistema de gênero natural, no qual o sexo biológico da pessoa define o gênero.
A assinatura de gênero para não-humanos animados é geralmente imprevisível e fluida:
- ɬǎ = cabra/bode (masculino);
- Tsˈǒŋ = rinoceronte (feminino).[111]

Gênero gramatical em seres inanimados é imprevisível, exceto por três campos semânticos: terminologia anatômica, botânica e técnica:
- Todos os substantivos de partes do corpo tem gênero masculino;[112]
- Em botânica, o masculino descreve árvores altas, e o feminino contém árvores menores, flores e arbustos. Nessa mesma lógica, nomes botânicos são comumente usados como nomes próprios - tradicionalmente, a nomeação acontece quando a mãe e o recém-nascido enterram o cordão umbilical nas raízes de  alguma planta, que dá o nome da criança. Os termos femininos são usados para nomes de mulheres, e os masculinos para nomes de homens;[112]
- Termos técnicos e vocabulário para maquinário que seja inovação tecnológica têm gênero feminino; esses substantivos costumam ser empréstimos do suaíle.[112]

#### Número
Substantivos podem ser marcados como plural pelo uso do sufixo /-xéː/ junto com o morfema de especificidade /-ː̃̀/ ou por meio do morfema  /-xì̥/; o último se comporta de maneira específica, se referindo a um grupo associado  ao referente.

#### Casos gramaticais
- Benefativo

O morfema benefativo /-x`/ introduz um objeto pronominal que marca para quem o evento acontece. O morfema tem um tom baixo flutuante, que causa o rebaixamento do tom alto do pronome seguinte; adicionalmente, /-kw`/ é um alomorfema usado especificamente antes de sufixos de terceira pessoa singular.
Normalmente, o objeto se beneficia da ação, mas em alguns casos pode ser afetado negativamente por ela:
- Bô (falar) > Bô-x` (dizer);
- Mântshà-á-x-sá (comer-terceira pessoa-benefativo-primeira singular) = ele comeu por mim (ele comeu minha comida).
- Comitativo

O marcador /-ká/ introduz objetos oblíquos comitativos; o evento expresso pelo verbo acontece junto com o objeto, que pode ser animado ou inanimado. Muitos verbos comitativos são derivações de verbos intransitivos de movimento: 
-Híkˈì̥ (ir) > híkˈì̥-ká- (ir com; mandar).
Muitas vezes, o objeto oblíquo depois do marcador comitativo é interpretado como o instrumento com o qual o evento é executado:
-Thàts'é (atirar) > Thàts'é-ká (atirar com).
- Aplicativo

O morfema /-ts'è/ é o morfema aplicativo no sandawe e aumenta a valência do verbo ao qual é adicionado em uma unidade, podendo assumir uma vasta variedade de sentidos:
| Verbo    | Tradução                                           | Verbo aplicativo | Tradução                                                |
| -------- | -------------------------------------------------- | ---------------- | ------------------------------------------------------- |
| děːwà    | ser muito                                          | děːwàts'è        | ser muito para                                          |
| dʒáː     | tocar (intransitivo)                               | dʒáːts'è         | tocar (transitivo)                                      |
| ʔíɬmēː   | fechar (objeto terceira pessoa singular masculina) | ʔíɬmēːts'è       | fechar (objeto terceira pessoa singular masculina) para |
| kǎː      | pôr (objeto plural)                                | kǎːts'è          | pôr (objeto plural) em                                  |
| kê       | escalar                                            | kêts'è           | escalar algo                                            |
| màʔsékáː | misturar                                           | màʔsékáːts'è     | ser para misturar                                       |

Quando agregado a um verbo intransitivo, o morfema aplicativo pode adicionar um objeto aplicado (ser muito para) ou um objeto direto (tocar (transitivo)); agregado a verbos transitivos, o morfema adiciona um objeto aplicado (fechar para).

#### Derivação
Um substantivo coletivo é formado por meio da adição do sufixo de coletivo /-x`/. O coletivo pode ter diferentes sentidos dependendo do ambiente em que é empregado:
- Em substantivos humanos, o coletivo denota um grupo de pessoas, focando nos membros e suas características comuns:[119]
  - Màrímò > Màrímòx`- = Grupo de professores.[120]
- Em substantivos não-humanos, o coletivo apenas codifica não-singularidade, sempre ocorrendo junto com o marcador de definidade. Se há a coletivização, não pode ocorrer marcação de plural em nenhum outro lugar da sentença:[119]
  - Gélé thěxêŋ ɬàʔḁ̀tâ = Os baobás morreram.[119]
- Quando o coletivo é usado com nomes próprios, ele denota o plural associativo:[119]
  - K'àts'àwá > K'àts'àwá-x = K'ats'awa e os que estão com ela (por exemplo, sua família).[119]

É possível formar um substantivo deverbal por meio da sufixação de /-ʔôŋ/ à raiz verbal; todos os substantivos desse tipo são masculinos:
- Mântshà (comer) > Mântshàʔôŋ = O comer.[121]

Outra maneira de substantivar um verbo é por meio da substituição da vogal final original por /-ó/ e da transformação de todos os tons do substantivos em altos. Esses são substantivos masculinos que denotam atos:
- Phùmphùsé (oferecer) > Phúmphúsó = Ato de oferecer, o oferecimento.[121]

Substantivos agentes são derivados de verbos de ação e são caracterizados pelo sufixo de agência /-`y/. Cada substantivo agente pode assumir uma forma feminina singular, masculina singular ou duas formas plurais:
- Verbo thímé (cozinhar):
  - Agentes singulares: thímé`y (cozinheiro), thímé`ysù̥ (cozinheira);
  - Agentes plurais: tímé`ysò, thíméwá`y (cozinheiros).[11]

Substantivos de sentido instrumental podem ser derivados de verbos por meio do sufixo /-ʔĩ̀ː/:
- Kê (escalar) > Kêʔĩ̀ː = algo para escalar com, escada.[122]

Nomes de idiomas são derivados da raiz nominal que denota o grupo étnico falante mais o sufixo derivacional /-kìʔìŋ/. O padrão tonal do sufixo é todo baixo, exceto quando precedido por uma raiz de tons baixos; nesse caso, o primeiro tom do sufixo é alto:
- Thàthúrù̥ > Thàthúrù̥kíʔìŋ = Língua Datooga;
- Wágó > Wágókìʔìŋ = lit. "Língua dos Estranhos" (o suaíle);
- Sàndàwé > Sàndàwékìʔìŋ ou Sàndáwíkìʔìŋ = Língua sandawe.[123]

Vários substantivos sandawe que denotam nomes de lugares consistem de um substantivo mais o sufixo /-sê/; o substantivo costuma principalmente ser um termo botânico, que traz uma descrição da área:
- Mòmbòsê = Mombose, área ao noroeste de Farkwa. "Mómbò" significa "abóbora d'água" - Mombose é o lugar aonde deve-se ir para encontrar boas abóboras-d'água.[123]

#### Posse
Existem dois tipos de construções de posse no sandawe: tonal e pronominal.
No genitivo tonal, o possuidor antecede o possuído e a relação de posse é expressa tonalmente, pela realização do tom do possuído como baixo:
- Hèsú !'órórȍ-n-sù̥ = o sapo dela.[94]

Se o padrão tonal do segundo substantivo em uma sequência for executado como baixo, esse será sempre interpretado como o possuído de uma construção genitiva na qual o primeiro substantivo é o possuidor.
No genitivo pronominal, emprega-se o morfema pronominal /-ì/, a ordem da construção passa a ser possuído-possuidor e não há rebaixamento tonal dos elementos.

### Adjetivos
O sandawe possui termos específicos que funcionam como adjetivos - entre eles, "méː" (grande), "kˈánkˈárà" (preto), "ɬáːù" (bom). Esses formam frases nominais quando ocorrem em tom baixo após o substantivo:
- ǁʰatʃʰú kˈàŋkˈàrȁ = leão preto.[126]

Se o tom do adjetivo não for abaixado, o resultado é uma construção copulativa;
- ǁʰatʃʰú kˈánkˈárâ = um leão é preto.[127]

e, contrastivamente, um substantivo com tom baixo após outro substantivo gera uma oração genitiva:
- ǁʰatʃʰú tsˈʷàː = o rabo de um leão.[127]

Quando o substantivo é marcado com o morfema de especificidade /-ː̃̀/, o adjetivo retém seu tom baseal e, em frases nominais, também é marcado como específico:
- ǁʰàtʃʰũ̂ kˈánkˈárã̂ː = o leão preto.[127]

Adjetivos no sandawe são marcados em gênero, número e pessoa por meio de sufixos de forma majoritariamente irregular.

#### Intensificação e Enfraquecimento
O sentido de um adjetivo pode ser intensificado de duas formas principais:
- Usando um dentre os advérbios /ʔúrĩ̥́/ ou /ʔúrì̥/. Ambos significam "muito"[129] e podem preceder ou suceder o adjetivo, mais comumente precedendo-o;[130]
- Formando um verbo a partir do adjetivo sufixando-o com /-tsˈì/ e depois adjetivisando-o por meio do sufixo /-̥̀tʰéː/ (tʰérê ǀʼâːmu̥tsʼitʰèː = pote muito usado).[130]

Para enfraquecer o adjetivo, é possível reduplicá-lo, juntamente com qualquer morfema marcador de pessoa/gênero/número:
- Tʰěː méːmẽː = árvore grandinha.[130]

#### Comparativos
Uma construção comparativa pode ser formada juntando-se um adjetivo à palavra /ʔôntʃè/ ("comparado a"). Sentidos superlativos são construídos usando o parâmetro de comparação "todos"; a comparação entre duas coisas similares pode ser feitas por meio da sufixação do morfema posposicional /-xéʔ ̥̀ / à estrutura comparativa padrão ou pelo uso do sufixo comparativo /-m ̥̀ kà/ + morfema marcador de pessoa/gênero/número de tom alto.

#### Negação
Um adjetivo pode ser negado pela sufixação do morfema de negação /-ts'é/:
- Kʰǒː méːtsˈé = uma casa não grande.[131]

#### Futuro
A expressão de referências temporais futuras exige que o adjetivo seja primeiro transformado em verbo, para que depois haja a construção normal do tempo futuro.

### Verbos
Os verbos no sandawe tem incorporados à sua forma sua raiz, seu aspecto, seu número, seu objeto pronominal, seu caso e um seu objeto pronominal adicional que venha a existir como consequência do caso, da seguinte forma:
| Raiz               | Extensão da raiz                                                                                             | Marcador de plural | Pronome         | Caso       | Pronome           |
| ------------------ | --- | ------------------ | --------------- | ---------- | ----------------- |
| Singular ou plural | Reduplicação; aspectos: iterativo, factitivo, causativo 1, causativo 2, reflexivo, sem agente, reciprocativo | wá ʔwá wà          | Objeto primário | X` Ká Ts'è | Objeto secundário |

#### Raiz verbal
A maioria das raízes verbais no sandawe são ou mono ou dissilábicas; algumas dessas raízes formam pares suplementares de raiz singular e raiz plural:
| Raiz verbal singular | Raiz verbal plural | Significado          |
| -------------------- | ------------------ | -------------------- |
| Hàkítsˈì̥             | Hánàkí             | Sentar               |
| Thánì̥                | Gìrì̥bénàŋkí        | Correr (em círculos) |
| Pě                   | Kǎ                 | Pôr (algo)           |
| Síyé                 | Tɬˈǎ               | Tomar (algo)         |

Em verbos intransitivos, a raiz plural codifica a pluralidade do sujeito (sujeitos singulares não podem aparecer com raízes plurais e vice-versa);
- ʔútèsì̥ hàkítsˈì̥ = eu sentei ontem;
- ʔútèò  hánàkí = nós sentamos ontem.[134]

nos transitivos, a raiz plural codifica a pluralidade do objeto participante, mesmo que não haja marcação de plural no substantivo:
- Mátósí̥ síyé = eu tomei uma cuia.[134]
- Mátósí̥ tɬˈǎ = eu tomei cuias.[135]

#### Extensão da raiz verbal
Raízes verbais estendidas consistem da raiz mais uma extensão e funcionam como base de marcação pronominal.
O processo de reduplicação é uma forma produtiva de derivação no sandawe na qual a raiz verbal é integralmente copiada; o padrão tonal da raiz original é mantida e há um rebaixamento tonal entre as duas partes (apenas marcada e audível se nenhum tom baixo preceder ou seguir). A reduplicação expressa uma ação prolongada, contínua ou não, de baixa intensidade:
- ʔíyé (permanecer) > ʔíyéʔíyé (permanecer algum tempo).[137]

Raízes reduplicadas podem ser usadas com um número plural de participantes, e nesse caso o verbo se refere à soma de várias ações, consecutivas ou simultâneas, executadas pelos participantes individualmente:
A extensão da raiz vai muitas vezes marcar aspecto verbal:
- O aspecto iterativo é marcado pelo sufixo /ìmé/ ou uma forma encurtada dele;[139] o sufixo provoca diversas mudanças tonais e segmentais ao fim do verbo a que é adicionado[140] e expressa multiplicidade de ações: o evento descrito é entendido como a soma de vários atos:[140]
  - Dàbé (gozar, debochar de alguém) > Dàbùmé (gozar várias vezes).[140] Nesse caso, a primeira vogal da extensão iterativa foi trocada por /u/ por ter sido adicionada a uma raiz com última consoante labial.[139]
  - A diferença semântica entre o iterativo e as raízes reduplicadas está em o primeiro expressar múltiplas ocorrências, e as segundas, eventos prolongados.[141]

- O aspecto factitivo é marcado pelo morfema /-sé/.[142] Na derivação factitiva, um papel de agente é adicionado à estrutura do argumento do verbo: a forma original é um verbo intransitivo no qual um sujeito (Y) passa pelo evento; no factitivo, um agente (X) passa a ser o sujeito do verbo e faz (Y), agora objeto, passar pelo evento.[143] É uma característica marcante do factitivo que o agente (X) ativamente pratique a ação:[144]
  - Hòk'á (Y está quente) > Hòk'àsé (X faz Y estar quente = X aquece Y).[143]
  - Existe uma classe especial dentre os factitivos que são verbos que são naturalmente constituídos de vários sub-eventos similares, que o sujeito agente pratica sobre o objeto paciente: esses não existem sem o morfema /-sé/[145] e podem ser reconhecidos pela reduplicação de uma ou duas sílabas antes do marcador factitivo:[144]
    - ŋǀòròŋǀòròsé = raspar os grãos de uma espiga de milho.[144]

- O aspecto causativo pode ser marcado por duas extensões: /-kù̥/ e /-súkù̥/. [146] A derivação causativa adiciona um argumento extra na estrutura do verbo - intransitivos se tornam transitivos, e transitivos se tornam bitransitivos.[147]
  - ŋǁǒsí̥ núwásí̥ mântshákù̥ = eu alimento a criança com purê. [148]
  - ǁˈe̋-súkù̥-é-sí̥ > ǁˈe̋súkʷési̥ = eu fiz ele pagar o dote.[149] Nesse caso, estão evidentes duas mudanças morfofonológicas comuns na construção causativa: o desvozeamento do /u/ transforma-se em labialização do /k/ antes de uma vogal; e o tom baixo da extensão provoca rebaixamento em qualquer tom alto sucedente.[147]
  - A diferença entre o factitivo e o causativo é que, no caso do primeiro, existe um sujeito agente ativamente envolvido e um objeto genuinamente paciente. No causativo -sukù̥, o sujeito apenas causa o evento; já no -kù̥, o sujeito está ativamente envolvido e o objeto se envolve em pequeno grau.[150]

- Verbos intransitivos [151] marcados com /-ts'í/ costumam sinalizar que o sujeito humano tem controle sobre a situação e a pratica sobre si mesmo, numa ação reflexiva; no sujeito inanimado, esse marcador enfatiza que não existe agente na ação. Já o sujeito dos intransitivos marcados com /ts'ì̥/ não tem controle sobre o evento;[152] no geral, para referentes humanos, o /ts'ì̥/ marca a voz passiva, e, para referentes não-humanos, ações espontâneas:[153]
  - Tɬˈàxé (cortar) > Tɬˈàxétsˈí (cortar a si mesmo) > Tɬˈàxétsˈì̥ (cortar-se sem intenção, ser cortado).[154]

- A estrutura morfológica de verbos recíprocos é irregular, mas o morfema /-kí/ é comum a todas as raízes; normalmente, parte de uma forma mais complexa (a mais comum sendo a extensão -ŋkí, com uma variedade do marcador de objeto plural).[155] Esses são verbos que requerem pluralidade de participantes e expressam eventos nos quais os participantes ao mesmo tempo executam a ação e são afetados por ela.[156] Raízes recíprocas com marcador de objeto plural tem sentido coletivo, enquanto as sem o marcador focam nos indivíduos singulares:[157]
  - Bìkhékí (deixar um ao outro - 1 pra 1 ou 1 pra muitos) > Bìkhéwáŋkí (deixar um ao outro - muitos para muitos) .[157]

#### Outras formas de derivação
Verbos podem ser derivados de substantivos, adjetivos e advérbios por meio do uso de sufixos:
- O sufixo /-ts'í/ junto a adjetivos e advérbios origina um verbo de sentido "tornar-se/ser X":[158]
  - Dʒàkʰá (fora - advérbio) > Dʒàkʰátsˈí = Ser/tornar-se um estrangeiro;
  - Kˈánkˈárà (preto - adjetivo) > Kˈánkˈáràtsˈí = Ser/tornar-se preto.[158]

- /-Sì̥/ pode ser sufixado a substantivos para derivar verbos:[159]
  - Béːbà (perto) > Béːbàsì̥ = Aproximar.[159]

- O causativo /-kù̥/ pode ser usado precedido pelo morfema possessivo /-sí/ para derivar verbos a partir de substantivos; o sentido dessa derivação não é previsível:[159]
  - Pʰê (amanhã) > Pʰêsúkù̥ = Adiar até amanhã;
  - Tʷěː (noite) > Tʷěːsúkù̥ = Passar a noite (em algum lugar);
  - Tsˈéxè (um) > Tsˈéxèsúkù̥ = Unificar.[159]

- O desiderativo /-m`̥sé/ pode ser adicionado a verbos, substantivos e adjetivos; quando em termos nominais, a forma resultante tem dois sentido que dependem do contexto:[160]
  - Íóː (mãe) > Íóːm̀sé = Achar que algo é uma mãe/dizer "mãe";
  - ɬáːù (bom) > ɬaûm̀sé = Achar que algo é bom/dizer "bom".[160]

- /-ː̃́kí/, /-kí/ e /-kì̥/ podem ser usados para derivações gerais de verbos a partir de categorias gramaticais não-verbais:[161]
  - Mǎːmáː (amigo - substantivo) > Mǎːmã́ːkí (ser amigo);
  - Tʃʰěː (ausente - adjetivo) > Tʃʰěːkí (ser terminado, destruído);
  - Ítʰà (longe - advérbio) > Ítʰã́ːkí (ser longo).[161]

#### Sujeito e Modo
O sandawe marca sujeito e modo de maneira conjunta em um morfema aglutinante na forma de um clítico que codifica pessoa, gênero e número do sujeito, além do modo verbal da oração. O tempo é marcado por meio do modo.
| Sujeito | Realis  | Irrealis | Optativo | Hortativo |
| ------- | ------- | -------- | -------- | --------- |
| 1SG     | si̥      | `sì̥      | èʔè̥, ʔè  |           |
| 2SG     | ì       | pò       | kò       | kwa̋       |
| 3SG     | à       | ì        | kwà      | kwàrà     |
| 3fSG    | sà      | sù̥       | xsà      | xsàrà     |
| 1PL     | ò       | sùŋ      | òʔò̥, ʔò  |           |
| 2PL     | è       | sìŋ      | kwè      | kwèrà     |
| 3PL     | àʔḁ̀, ʔà | sò       | kwàʔḁ    |           |

Os clíticos separados por vírgula são alomorfemas em distribuição complementar e nenhum deles costuma sofrer mudanças morfofonológicas;Os clíticos irrealis vem sempre aglutinados ao verbo; os restantes podem vir em qualquer outro constituinte da oração exceto o sujeito. A série realis difere das outras por poder ocorrer várias vezes em uma mesma oração. 
O modo realis do sandawe descreve eventos reais ou situações imaginárias apresentadas pelo falante como reais, podendo ser presente ou passado - o tempo é marcado por advérbios ou frases temporais adicionais:
- ʔíxìsì̥ bô káʔḁ́ (isto+1SG-dizer-que) = Eu disse/digo isto;
- ʔútè ʔíxìsì̥ bô káʔḁ́ (ontem-isto+1SG-dizer-que) = Ontem eu disse isto;
- Swê ʔíxìsì̥ bô káʔḁ́ (agora-isto+1SG-dizer-que) = Agora/hoje eu digo isto.[166]

Orações irrealis são proposições sobre situações que o falante apresenta como irreais:
- Dóró hèwé mípándà mìkhé-ìtsˈé = Um zebra não abandona sua rota. (Nota-se o uso do marcador -ì, usado para referentes masculinos no geral: "zebra" é um substantivo masculino no sandawe).[167]

O modo optativo expressa comandos, desejos e incentivos:
- Kˈwêŋkò ŋǀěxsé rògóʔìŋ = Corte meu pescoço com uma faca![168]

O hortativo codifica desejos e incentivos. As proposições são menos imperativas que as do optativo:
- ǀíkwa̋ = por favor, venha![168]

#### Evidencialidade
O sandawe possui alguns morfemas que podem ser descritos como evidenciais,mas existe debate acerca da definição da categoria: os marcadores possuem semântica mais abrangente do que pura evidencialidade, expressando a atitude do falante sobre a informação em questão. O sistema de marcação evidencial não seria totalmente gramaticalizado, já que orações de mesma carga semântica podem aparecer sem a sinalização. A língua possui quatro desses marcadores:
Os confirmativos /gá-/ ou /gâʔḁ̀-/ se aproximam de evidenciais quando expressam informação de primeira mão ou geral:
- ʔôgásí̥ híkˈì̥ = Eu vim aqui.[172]

O mirativo /gé-/ tem carga de evidencialidade quando codifica conhecimento de segunda mão (ou inferido):
- ʔôgésí̥ híkˈì̥  = Aparentemente, eu vim aqui.[172]

Entretanto, em outros casos, fica claro que esses clíticos denotam mais que apenas a fonte da informação:
- Pergunta: něpògé? Resposta: ʔȅè nềsì̥gâʔḁ̀! = Então você está presente? Sim, estou por perto![171]

Nesse caso, o falante da primeira oração demonstra sua surpresa por encontrar o interlocutor: o marcador mirativo está presente, mas a informação é verdadeira e de primeira mão; o falante apenas quer expressar sua surpresa sobre os fatos. Na resposta, o marcador confirmativo não denota a validade da frase, mas informa a atitude de quem responde: há um compromisso com a validade da informação apresentada.
O marcador introdutor de perguntas objetivas /nè-/ expressa dúvida do falante sobre a informação em questão; ele requisita uma resposta do ouvinte para checar a proposição:
- Pergunta: ǀípònè? Resposta: ʔȅè ǀîsì̥gâʔḁ̀! = Você realmente vem? Sim, eu definitivamente virei![174]

Acima, o marcador confirmativo é usado em oração afirmativa: enquanto a pergunta objetiva indica a dúvida de quem pergunta, o confirmativo expressa que quem responde tem certeza da informação que fornece.
Baseado em sua semântica, o marcador /ké-/ pode ser agrupado na categoria descrita. O falante tem uma atitude indulgente sobre o tópico:
- ʔíxìsì̥ kòsègàké = É assim que eu achei que seria (mas não é, então que seja).[170]

### Sentença

#### Ordem da frase e alinhamento
O sandawe segue um alinhamento morfossintático nominativo-acusativo. Todas as seis logicamente possíveis ordens de sujeito, objeto e verbo são gramaticais na língua, mas S-O-V predomina. A posição padrão de um objeto é imediatamente pré-verbal, que é a posição do foco no irrealis; assim, quando o objeto é o tópico, a ordem O-S-V pode ser usada para que esse não ocupe o posto focal. Sentenças iniciadas em verbos são raras, mas, quando acontecem, o verbo é focalizado. Outros constituintes em uma frase nominal costumam seguir a ordem Demonstrativo - Possuidor (genitivo) - Substantivo - Advérbio - Adjetivo/Numeral/Quantificador.
- Wàràŋgẽ̌ː̂gāː tʃítsˈâː ǁˈʷèː (deus-eu-testar) = Deus está me testando.[178]

- Hèwéxéː ǁ̃ǒːkô ǀ̃ȉnsȍ (demonstrativo (objeto)-crianças-comer (irrealis)) = Esses, as crianças comeriam.[179]

- ʔÁːrétsˈĩkȍ bàʔésẽ̂ jèsũ̏ːtsˈi̥ (acreditar-grande-jesus) = Acredite no senhor Jesus![179]

#### Construções com foco
O foco narrativo no sandawe pode ser expresso de diversas maneiras.
Em orações realis, é possível fazê-lo por meio do uso de um marcador de foco específico para o sujeito, /-áː/ (descrito como MF) ou de acordo com o constituinte que recebe o morfema de sujeito e modo da oração verbal (descrido como SM); esquematicamente:
| Foco na sentença  | S + MF | O + SM | Advérbio/Pronome + SM | V      |
| Foco no predicado | S      | O + SM | Advérbio/Pronome + SM | V      |
| Foco no sujeito   | S + MF | O      | Advérbio/Pronome      | V      |
| Foco no objeto    | S      | O + SM | Advérbio/Pronome      | V      |
| Foco no verbo     | S      | O      | Advérbio/Pronome      | V + SM |

Em orações irrealis, o verbo é focado se não ocorre com padrão tonal rebaixado; caso ocorra, o constituinte que o precede imediatamente recebe o foco:
- Kòlõ̌ː dlòmôːsu̥ = Ela vai comprar uma enxada (ao contrário de expectativas);
- Kísósõ̏ːsȍ mòkóndõ̂ː ǁˈàʔwȁːsȍ = Dois deveriam seguir a trilha.[176]

Mudanças na estrutura básica S-O-V da sentença podem ser formas de foco - sentenças iniciadas em verbos são raras, mas quando acontecem, a ação é o foco.
Pronomes pessoais são postos em foco em posição pós verbal quando representarem correção ou explicação de ambiguidade:
- Sì kólõ̌ː^si̥ síâː híkˈâː ɬǒmé mìndã̏ːsi̥ = Então eu pego a enxada e vou cultivá-lo, o campo.[179]

#### Frases comparativas
Uma construção comparativa pode ser formada utilizando-se um adjetivo junto com a palavra /ʔôntʃè/ ("comparado a"):
- Gáwã̂ː tsˈǒːʔtō gélẽ̂ː ʔȍntʃȅ (Gawa-pequeno-Gele-comparado a) = Gawa é menor que Gele.[131]

A forma superlativa é expressa por meio do uso da construção com o objeto de comparação "todos":
- Gáwã̂ː tsˈǒːʔtō tʃʰíasõ̏ːsȍ ʔȍntʃȅ (Gawa-pequeno-todos-comparado a) = Gawa é a menor. [131]

A comparação entre duas coisas parecidas é possível por meio da sufixação do morfema /-xéʔ ̥̀/ ("tal qual"):
- Hùmbũ̏ méːsú ǀěuxéʔ (vaca-grande-búfalo-tal qual) = A vaca é grande tal qual um búfalo.[131]

Uma forma alternativa de estabelecer relação entre seres similares é o uso do sufixo comparativo /-m ̥̀kà/ seguido por um morfema de pessoa/gênero/número de tom alto:
- Tʃí kʰòː hàpú kʰòːm̀kèː (meu casa-seu casa-comparativo-terceira pessoa singular) = Minha casa é como sua casa.[131]

#### Frases condicionais
O morfema condicional /wȁʔ / adicionado ao fim de uma oração realis gera uma construção resultante que tem sentido condicional, que pode ser hipotético ou contrafactual. A determinação desse sentido acontece por meio do contexto e de advérbios temporais:
- ʔútê tsˈǎːnásȁ kʰʷàwȁʔ !ˈǒːsũ̂ːsu̥ (ontem-para casa-voltar condicional-encontrar) = Se ela tivesse voltado para casa ontem, ela teria nos encontrado.[183]

- Hísâ !̃ẽ̂ːʔsȁ tsˈǎːnásȁ kʰʷàwȁʔ !ˈǒːsũ̂ːsu̥ (quando-dia-para casa-voltar condicional-encontrar) = Se ela voltar para casa hoje, ela nos encontrará.[183]

A função hipotética pode ser cumprida por uma oração subordinada; é possível que o uso do subordinativo implique uma maior chance de que os eventos descritos realmente aconteçam, já que esse é usado também em construções não condicionais.
Esse tipo de frase costuma ser condicionado por orações irrealis, afirmativas ou negativas:
- ʔànkʰá táxi̥ !ˈʷâ xáwàtʰèːtàkèːsi̥ ǀˈùsùku̥wȁʔ (ǀ̃ôːsi̥tsˈè xáʔõ̏ːkì) = Mesmo que eu ande pelo vale das sombras, (não temerei mal algum).[184]

O morfema condicional normalmente é adicionado ao constituinte final da sentença, qualquer que seja; quando aglutinado a um verbo realis negativo, apenas a interpretação contrafactual é permitida:
- Xâ kʰǒː ǀʰěːmétʃʰūwȁʔ bósòtsˈè = Se ela não tivesse varrido a casa mal, eles não teriam dito (ǀʰěːmétʃʰū = não varrer). [185]

#### Negação
Em sentenças realis, o marcador de negação é um clítico que inclui marcação pronominal de sujeito e que marca a negação a nível oracional:
| Sujeito | Clítico         |
| ------- | --------------- |
| 1SG     | tshé            |
| 2SG     | pó              |
| 3SG     | tshě            |
| 3fSG    | tshú            |
| 1PL     | tshúŋ           |
| 2PL     | thsíŋ, tshí-sìŋ |
| 3PL     | tshó, thsó-sò   |

O marcador de negação está diacronicamente relacionado ao verbo negativo tshě - "não estar". Tais clíticos são adicionados apenas a verbos:
- Hàpú rôŋ khéʔétshé = Eu não ouvi sua voz.[187]

Sentenças não realis são negadas pelo clítico ts'é junto ao verbo, qualquer que seja o seu sentido:
- Kòlǒnsîsì̥tsˈé = Eu não tenho uma enxada. Nesse caso, o marcador está negando um verbo de posse.[188]

O alcance da negação em sentenças não realis pode ser mais abrangente do que apenas um substantivo; o marcador sempre será o elemento final da oração:
- Mùthùgù̥tsˈí màkǎ tɬàkítsˈí títětsé = A pobreza não é apenas a ausência de riqueza.[170]

#### Perguntas
Existem três tipos de sentenças interrogativas no sandawe: perguntas com pronomes interrogativos, perguntas de estado e perguntas objetivas.
Perguntas com pronomes interrogativos são caracterizadas pela presença de um pronome (hó - quem, híkí - como, hákù̥ - onde; entre outros) e, opcionalmente, o marcador geral de perguntas /-ná/:
- Mátôŋná hákù̥ = Onde está a cabaça?.[98]

Perguntas de estado levam o marcador /-xè/ seguido obrigatoriamente por /-ná/; essas são perguntas restritas a cumprimentos, que inquerem a condição atual do elemento questionado: um tempo, lugar ou objeto particular:
- Kˈìmêntèxèná = Como vai a tarde? (Boa tarde);
- Dòdómàxéná = Como vão as coisas em Dodoma?;
- Yáʔábòxèná = Como vai o trabalho?.[106]

Perguntas objetivas levam o marcador /-nè/, que pode ser incluído entre os evidenciais, e, opcionalmente, o /-ná/:
- Phútɬˈúmànèná = Existe paz?[106]

#### Outras frases
O sandawe não possui verbos de ligação; dessa forma, construções copulativas consistem de duas frases nominais seguidas; a segunda, adjetivadora ou quantificadora, é marcada com um morfema de pessoa/gênero/número (geralmente de tom baixo) que concorda com a primeira:
- Tʃí sàndàwěːsé = Eu sou um sandawe.[190]

Cláusulas exclamativas implicam surpresa ou apreciação e são caracterizadas por não terem nenhum sufixo nominativo ou rebaixamento tonal. O objeto deve ser sufixado com o morfema /-ts'ì̥/ e o verbo deve ocorrer sem marcação de objeto:
- Hèsú núátsˈi̥ xʷànté = Esse aqui realmente sabe cozinhar mingau![191]

Uma oração subordinada é construída usando as conjunções /hí/ ou /hî/ ("quando, se, depois") e marcada com um morfema realis que concorda com o sujeito e o morfema de subordinação /-ìʔ/. O significado exato da oração subordinada geralmente é determinado pelo modo ou aspecto da oração coordenada: se a principal for irrealis, a subordinada traduz-se como "se..."; caso seja realis, a tradução será "depois..." ou "quando...":
- Hěːxʷéxéʔ ǀ̃ʷìʔyàpòsũ̏ː híô ʔóʔtʃʰũ̄gāː tȕiʔ = Se sairmos daqui, faremos algo assim para você.[193]
- ʔóʔtʃȅ híâ hàːŋgȁiʔ kʷàː jópȁ m̀jìtànȁː ǁˈàkì = Depois que ele saiu de lá, ele desceu até a cidade de Joppa.[192]

## Vocabulário

### Exemplo de Texto
Conto folclórico: A morte não tem faixa etária
A morte é a mesma para todos, novos ou velhos.
"Tɬǎsì̥ márí̥kàsêtsˈé.
Mànǎkhè tɬǎsì̥ bàʔé ǁˈǎtshě.
ŋǁǒkíwâʔḁ̀ tɬǎsî, kˈàrěkíwâʔḁ̀ tɬǎsî,
dìʔì̥sěkíwâʔḁ̀ tɬǎsî, tɬàbísőkíwâʔḁ̀ !ˈàwî.
Hèwèmě měkò bô káʔḁ́
làbá hî hàpa̋ tɬǎsîʔì̥ hàpú màkǎ tsí tɬầsì̥.
Mànǎpòtsˈé hó bǎràŋ tɬǎsíʔôŋ."
("A morte não tem faixa etária. Significa que a morte não segue os velhos. Que seja para uma criança, pode morrer, para um jovem, ele pode morrer, para um ancião, ele pode morrer; uma gravidez pode falhar. Assim, não diga: 'quando você morrer, eu herdarei suas propriedades'. Você não sabe quem morrerá primeiro.")
Conto folclórico: O interior das bolsas vira do avesso
Caso você tenha muita sorte, não comece a se gabar; o acaso muda.
"Bògòló ŋ!ûŋ phí!ˈíwàsê.
ʔútè mǎkhà kúrìyò ŋ|òmósò mséràtsˈàʔḁ̀ hàwéŋ nìŋ tsˈâkù̥.
Hěẁ mǎkhà msérà ŋ|òmósȁ kúrìyòʔò̥ hàwéŋ nìŋ tsˈâkù̥.
Sàndàwé ʔíxàʔḁ̀ ʔa̋rètsˈí káʔḁ́ bòhòló ŋ!ûŋ phí!ˈíwàsê.
Mànǎkhěŋ bahati kˈómésê, swê tsítè phê hàpútè.
Hèwémě hî !ˈǒwéìʔì̥ měkò hàlétsˈí̌."
("O interior das bolsas vira do avesso. Ano passado, o povo de Kurio trouxe água e inundou Msera. Esse ano, o povo de Msera trouxe água e inundou Kurio. Logo, os sandawe acreditam que o interior das bolsas vira do avesso. O que significa que: a sorte sempre se move, hoje está comigo, amanhã com você. Então, se você a tem, não se gabe.")

### Numeração
O sistema numérico sandawe é de base 10 e sub-base 5; todas as outras formas numéricas são formadas pela junção de um ou mais numerais básicos. As formas complexas normalmente contém ou a conjunção "dàndà" (mais, além - adições) ou são justapostas numa construção possessiva (multiplicações):
| tséxì̥                                 | um           |                               |
| kísòxì̥                                | dois         |                               |
| sòmkíxì̥ / swàmkíxì̥                    | três         |                               |
| hàkáxì̥                                | quatro       |                               |
| kwàʔáná                               | cinco        |                               |
| kwàʔáná dàndà tséxì̥                   | seis         | (cinco mais um)               |
| kwàʔáná dàndà kísòxì̥                  | sete         | (cinco mais dois)             |
| kwàʔáná dàndà sòmkíxì̥                 | oito         | (cinco mais três)             |
| kwàʔáná dàndà hàkáxì̥                  | nove         | (cinco mais quatro)           |
| kómì̥                                  | dez          |                               |
| kómì̥ dàndà tséxì̥                      | onze         | (dez mais um)                 |
| kómì̥ dàndà kwàʔáná dàndà kísòxì̥       | dezessete    | (dez mais cinco mais dois)    |
| kómì̥ kísòxì̥                           | vinte        | (dez dois)                    |
| kómì̥ kísòxì̥ dàndà kwàʔáná dàndà tséxì̥ | vinte e seis | (dez dois mais cinco mais um) |
| kómì̥ kwàʔáná                          | cinquenta    | (dez cinco)                   |
| kómì̥ kwàʔáná dàndà kómì̥ sòmkíxì̥       | oitenta      | (dez cinco mais dez três)     |
| kómì̥ kómì̥ / kómì̥ títě kómì̥            | cem          | (dez dez; dez vezes dez)      |

## Menções
A morfossintaxe do sandawe foi abordada em um problema da edição de 2021 da Olimpíada de Linguística da Ásia e do Pacífico.